# Khalid Al-Muwallid
Khalid Massad  (Gidá, 23 de novembro de 1971) é um ex-futebolista profissional saudita, meia já aposentado, militava no Al-Ahli (Arábia Saudita).

## Carreira
Khalid Al-Muwallid fez parte do elenco da Seleção Saudita de Futebol da Copa do Mundo de 1994.

## Títulos
Arábia Saudita
- Copa Rei Fahd de 1992: - Vice
- Copa da Ásia de 1996